# Dorcadion elbursense
Dorcadion elbursense är en skalbaggsart som beskrevs av Stefan von Breuning 1943. Dorcadion elbursense ingår i släktet Dorcadion och familjen långhorningar.
Artens utbredningsområde är Iran. Inga underarter finns listade i Catalogue of Life.